# Sd.Kfz. 251
Sd.Kfz. 251, Sonderkraftfahrzeug 251 — германский средний полугусеничный бронетранспортёр периода Второй мировой войны.
Создан фирмой Hanomag в 1938 году на базе артиллерийского тягача Sd.Kfz. 11 и производился серийно с июня 1939 года по март 1945 года. Во время Второй мировой войны, Sd.Kfz. 251 наряду с лёгким Sd.Kfz. 250 являлся основным броневым транспортёром Германии, а также послужил основой для целого семейства боевых машин различного назначения.
По числу выпущенных экземпляров во время Второй мировой он уступал только американскому бронетранспортёру M3. В её ходе Sd.Kfz. 251 поставлялся в незначительных количествах союзникам Германии, а в послевоенное время его модернизированный вариант Tatra OT-810 производился в Чехословакии до 1962 года на заводе «Подполянске строярне» в Детве. Большая их часть была отправлена на экспорт в Югославию, некоторые экземпляры встречались в конфликтах и на просторах бывшего СССР.

## История создания
Во время Второй мировой войны немецкая армия первой в мире массово приняла на вооружение бронетранспортёры и очень эффективно их использовала, заставив союзников разработать похожие машины, а затем и перенять тактику их применения. Основным бронетранспортёром, применявшимся немцами, стал полугусеничный Sd.Kfz. 251, обычно называемый «Ханомаг» (по названию предприятия-изготовителя). Его использовали для транспортировки пехоты (мотопехота) и тяжёлого вооружения (миномёты, крупнокалиберные пулемёты, пушки, огнемёты и пусковые ракетные установки), на его базе создавались санитарные, штабные машины и машины связи. Бронетранспортёры состояли на вооружении немецкой армии в течение всей Второй мировой войны и применялись на всех театрах войны. После войны модификация Sd.Kfz. 251 — ОТ 810 состояла на вооружении чехословацкой армии.
Дальним предком Sd.Kfz. 251 был полугусеничный грузовой автомобиль фирмы Даймлер. Этот грузовик, изготавливаемый немцами для Португалии, был оснащен резиновыми лентами, соединявшими ведущие колёса с дополнительной парой направляющих колёс. Такая примитивная гусеница позволяла машине уверенно двигаться по мягкому грунту.
В 1915—1916 годах появились очередные модели полугусеничных машин — «Бременваген» и «Мариневаген» I и II. Эти машины состояли на вооружении Sturm-Panzerkraftwagen-Abteilung (батальон штурмовых бронеавтомобилей). В 1917 году фирма Бенц представила полугусеничный артиллерийский тягач «Крафтпротце», которых впоследствии было выпущено 42 штуки. В 1919 году один такой автомобиль получил бронирование и был передан полиции. В период Веймарской республики работы над новыми конструкциями полугусеничных автомобилей были продолжены.
На базе шасси стандартного 3-тонного артиллерийского тягача фирма «Рейнметалл-Борзиг» разработала полностью бронированный гусеничный автомобиль, вооруженный размещенной в броне-башне пушкой 3.7 cm KwK L/70 калибра 37 мм. Вспомогательное вооружение составлял спаренный с пушкой пулемёт MG 34 калибра 7,92 мм, такой же пулемёт мог быть установлен на зенитной турели на башне машины.
В июле 1934 года был завершен первый опытный образец полугусеничного артиллерийского тягача, получившего обозначение HK 600p. В движение тягач приводился двигателем Боргвард KJ54 мощностью 68 кВт/92 л. с. В 1934 году тягач был переименован в HL KI 2, а весной 1936 года началось его серийное производство. Первые машины были направлены в 23-й полк лёгкой артиллерии. Всего было выпущено 505 таких тягачей.
Во второй половине 30-х годов появились первые полугусеничные бронетранспортёры. Самый известный из них — HI6 (Sd.Kfz. 11) — был разработан гамбургской фирмой «Ганза-Ллойд». В 1936 году лицензию на эту машину выкупила ганноверская фирма «Ганомаг». Бронетранспортёр был разработан на базе 3-тонного полугусеничного артиллерийского тягача, о котором упоминалось выше. Шасси бронетранспортёра изготавливали на фирме «Ганомаг», бронекорпус — на фирме «Бюссинг» в Берлине-Обершёневайде, а окончательную сборку производили на других предприятиях.
Первые машины, получившие обозначение HKL 6р, были выпущены в 1937 году, а бронетранспортёры нуль-серии — в 1938 году. Название бронетранспортёра полностью звучало так — «mitteler gepanzert Mannschaftstransportwagen» (MTW) — то есть средний бронетранспортёр. Первые серийные образцы Sd.Kfz. 251 поступили в части летом 1939 года.
Бронетранспортёры Sd.Kfz. 251 выпускались в четырёх модификациях — Ausf. А, В, С и D, и в 23 специализированных вариантах, отличавшихся друг от друга вооружением и оборудованием. Варианты были обозначены цифрами, например Sd.Kfz. 251/3 или Sd.Kfz. 251/16. Специализированный вариант бронетранспортёра мог принадлежать любой из четырёх модификаций, например Sd.Kfz. 251/3 выпускался на базе Ausf. А и Ausf. D. То, какая модификация была использована для постройки специализированного варианта, можно, в принципе, установить только по году выпуска конкретного экземпляра.

## Описание конструкции

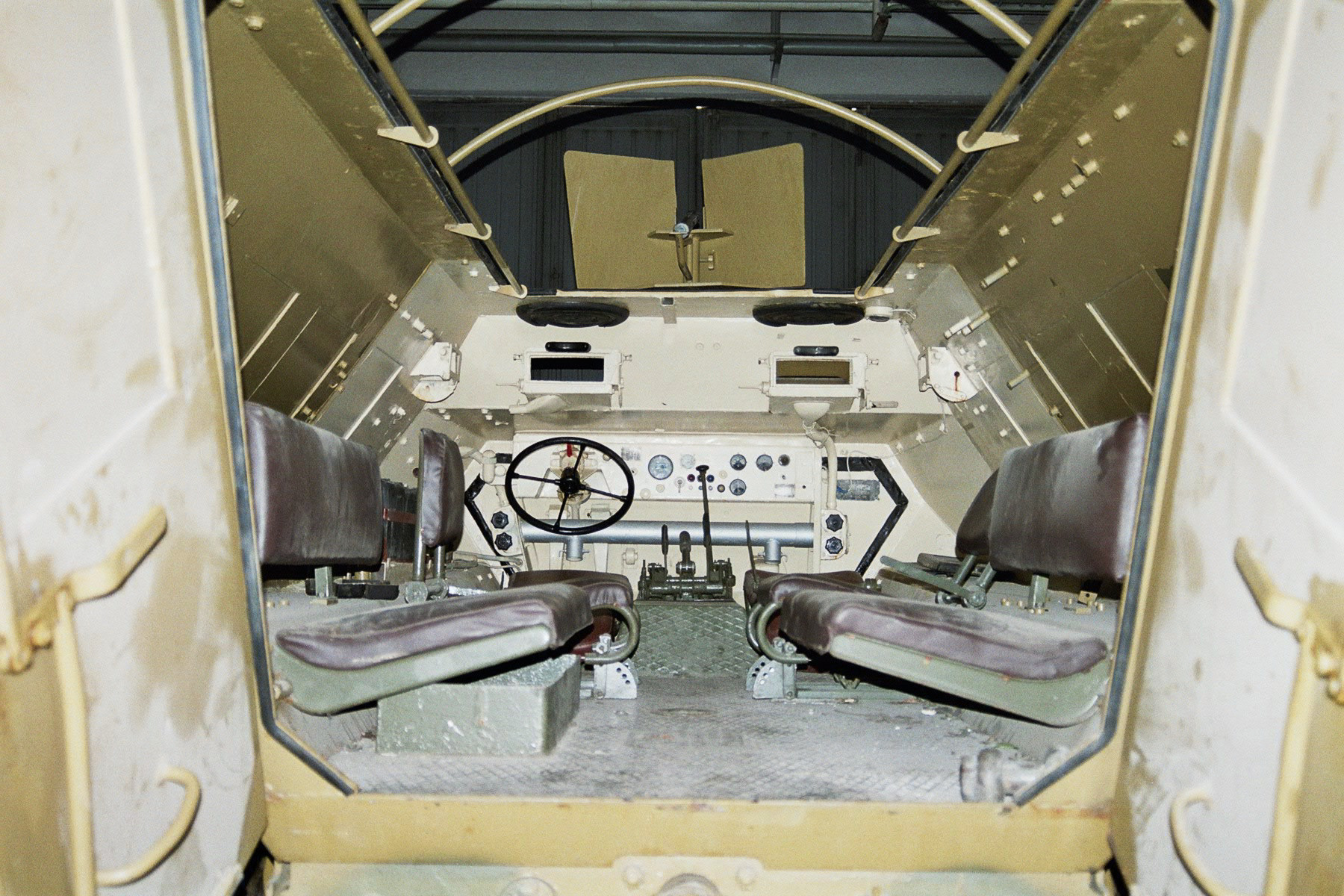
Десантное отделение бронетранспортёра Sd Kfz 251

### Броневой корпус
Корпус бронетранспортёра состоял из каркаса, на который при помощи клепки или сварки устанавливали броне-плиты корпуса. На бронетранспортёрах Sd Kfz 251 применяли гетерогенные броне-плиты — их наружная поверхность была более твёрдой, чем внутренняя. Лобовая, бортовая и кормовая броня была толщиной 14,5 мм, а днище и крыша корпуса — 8 мм.
В силовом отделении размещался двигатель, топливный бак, рулевое управление передними колёсами и др. За противопожарной перегородкой находился пост управления, где были места механика-водителя и командира бронетранспортёра. На приборном щитке в районе места механика-водителя были установлены приборы, контролирующие параметры работы двигателя (термометр, датчик давления масла, тахометр, указатель топлива), спидометр и контрольные лампочки. Управление бронетранспортёром осуществлялось при помощи руля и педалей (сцепление, газ и тормоз). Справа от места механика-водителя находились два рычага; переключатель скоростей и ручной тормоз.
В правой части поста управления размещался командир бронетранспортёра. На некоторых моделях, например Sd.Kfz. 251/9, место командира бронетранспортёра (одновременно командира расчёта) было перенесено в кормовую часть боевого отделения.
По обеим стенам боевого отделения устанавливались скамьи для солдат десанта. На бронетранспортёрах первых модификаций (Sd.Kfz. 251 Ausf. A-C) скамьи были покрыты дерматином, позднее применяли простые скамьи в виде трубчатой рамы с натянутым на неё брезентом. Использовали и деревянные сидения. На стенах боевого отделения были предусмотрены крепления для оружия десанта: 7,92-мм карабинов Маузер K98k и 9-мм пистолетов-пулемётов MP 38/MP 40.
У специализированных моделей бронетранспортёра Sd.Kfz. 251 боевое отделение было переоборудовано для размещения дополнительной радиостанции, пушки или прибора ночного видения. У санитарного автомобиля были оборудованы стеллажи для установки носилок. У бронетранспортёров Sd.Kfz. 251 Ausf. А в бортах боевого отделения имелись смотровые щели, закрытые бронестеклом. На передних крыльях находились габаритные огни. Рядом были установлены прожекторы (прожектор). На корме бронетранспортёра располагались позиционные огни. Антенна находилась или у корпуса (Sd.Kfz. 251 Ausf. А) или на стене боевого отделения (прочие модификации).

### Двигатель и трансмиссия
Двигатели — Maybach NL38TUKR или HL42TUKRM.
Двигатель Maybach HL42 TUKRM — карбюраторный, шестицилиндровый, жидкостного охлаждения, рабочим объёмом 4171 см³, мощностью 100 л. с. (73,6 кВт) при 2800 об/мин. Заявленная удельная мощность при полной массе в 9000 кг — 11,1 л. с./тонну. Система питания — двухкамерный двухпоплавковый карбюратор Солекс 40 JFF II. Зажигание — от магнето. Степень сжатия — 6,7. Топливо — этилированный бензин OZ 74 с октановым числом 74. Топливный бак — 160 литров (располагался между двигателем и постом управления, перед противопожарной перегородкой). Расход топлива: 40-55 литров на 100 км по шоссе и 80-85 литров на 100 км по пересеченной местности. 
Глушитель находился на борту бронетранспортёра, между колесом и гусеницей.
Радиатор находился перед блоком цилиндров. Горловина радиатора была выведена наружу. На верхней броне силового отделения (Sd.Kfz. 251 Ausf. А и В) находилось забранное сеткой вентиляционное отверстие. На машинах поздних модификаций это отверстие убрали.
Применялась только механическая трансмиссия. 

Сцепление — двухдисковое (модель Mecano PF220K от Fichtel & Sachs). Коробка передач — механическая (модель Hanomag O21-32785 U50), двухвальная, пятиступенчатая (+4;-1). Демультипликатор — двухступенчатый (режим движения по шоссе и режим движения по пересечённой местности). Главная передача — гипоидная, в сборе с активным дифференциалом. Активный дифференциал — типа Cletrac с двумя тормозами поворота. Бортовые редукторы отсутствовали (полуоси соединялись с ведущими колёсами напрямую). 

Управление коробкой передач и демультипликатором — двумя отдельными рычагами. Силовой диапазон трансмиссии — 13.70 (шоссейный режим: I передача — 3.47, II передача — 1.80, III передача — 1.01 и IV передача 0.63; режим пересеченной местности: I — 8.63, II — 4.47, III — 2.52 и IV — 1.58).

### Ходовая часть
Полугусеничное шасси бронетранспортёра обеспечивало 25% снаряжённой массы на передний мост и остальное на гусеничный движитель.
Передний мост подвешен на поперечной рессоре и одном А-образном рычаге, крепящемся к кузову в одной точке по центру машины примерно под ведущей осью. Размер колёс — 190x18. Шины низкого давления типа «Континенталь» или «Мишлен». Колея — 2775 мм.
Гусеничный движитель системы Кникампа с шахматным расположением опорных катков. Ведущее колесо — спереди; неподрессоренный ленивец с механизмом натяжения — сзади; поддерживающие катки отсутствуют. Однотипные опорные катки размещались в 3 ряда: 3 опорных катка в наружном ряду, 3 сдвоенных опорных катка в среднем ряду и 3 опорных катка во внутреннем ряду. Первый опорный каток в правом ряду был на 140 мм смещен к корме бронетранспортёра, что было вызвано особенностями торсионной подвески. Опорные катки штамповались из стального листа толщиной 8-12 мм, имели восемь округлых отверстий и были обрезинены. Ленивец — конструктивно идентичный сдвоенному опорному катку. Гусеницы раздельнозвенные одногребневые одношкворневые, снабжённые амортизирующими резиновыми прокладками (Gummipolster). Шаг гусеницы — 140 мм, длина — 7700 мм (левая гусеница) и 7840 мм (правая гусеница). Ширина гусеницы 280 мм. Левая гусеница состояла из 55 звеньев, правая — из 56. Колея — 1600 мм. Опорная длина гусениц — 1800 мм. Клиренс — 320 мм.
Управление бронетранспортёром осуществлялось посредством стандартного набора: рулевое колесо и три педали. Рулевая колонка была связана как через червячный рулевой механизм (тип ZF Ross 600) с рулевой трапецией передних колёс, так и посредством двух тяг с двумя тормозами поворота активного дифференциала гусеничного привода. При небольших углах поворота колёс (до 15°) поворот осуществлялся только посредством рулевых колёс. При больших углах поворота дополнительно включался тормоз поворота активного дифференциала, уменьшая тягу на внутренней гусенице и увеличивая на наружной. При полностью вывернутом рулевом колесе система обеспечивала минимальный радиус поворота в 11 метров. Остановочные тормоза на передних колёсах и на полуосях ведущих колёс имели групповой привод от общей педали тормоза.

## Модификации и машины на базе Sd.Kfz.251

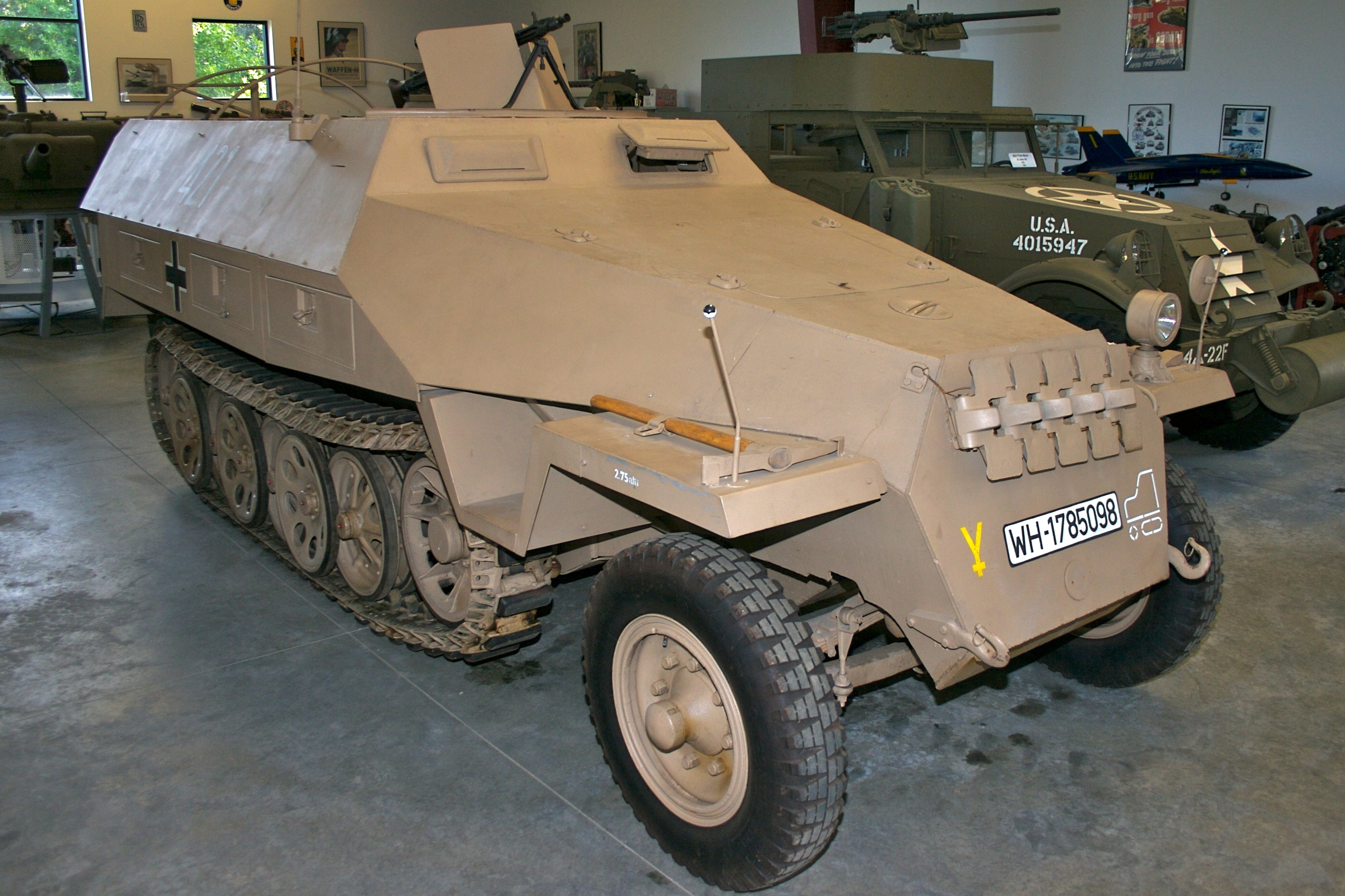
Sd.Kfz. 251 Ausf D

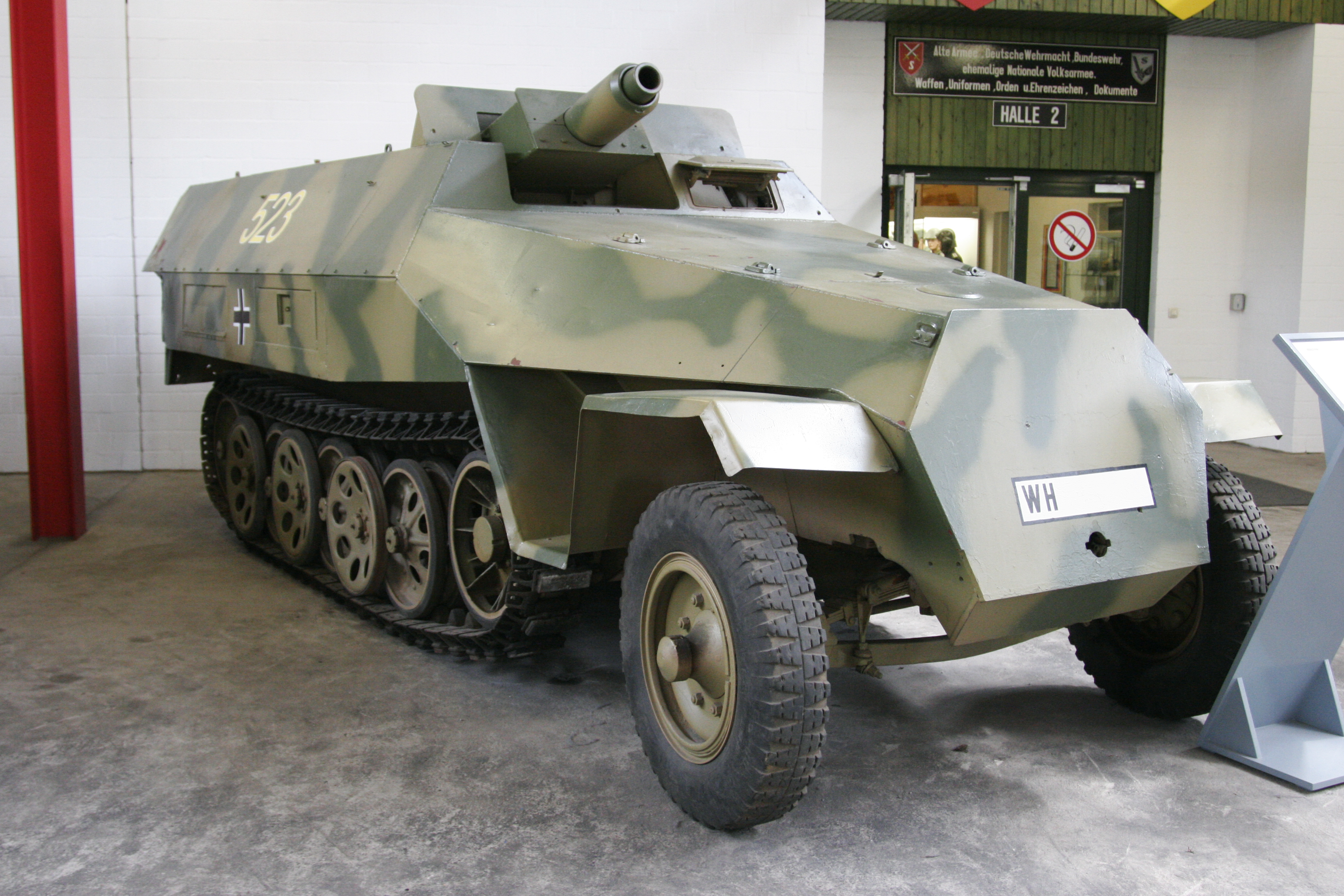
Sd.Kfz. 251/9 «Stummel»

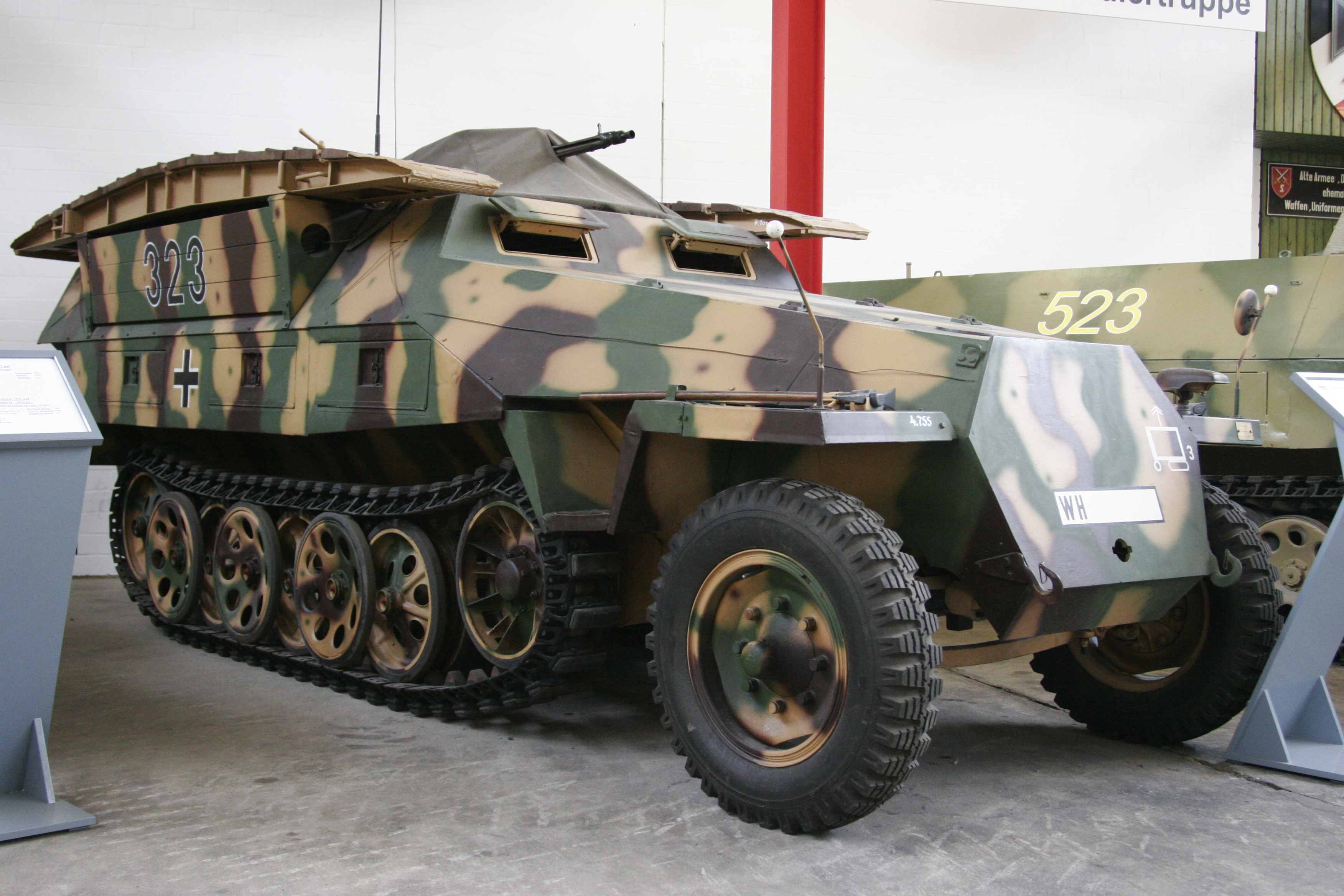
Sd.Kfz. 251/7 «Pionierpanzerwagen»

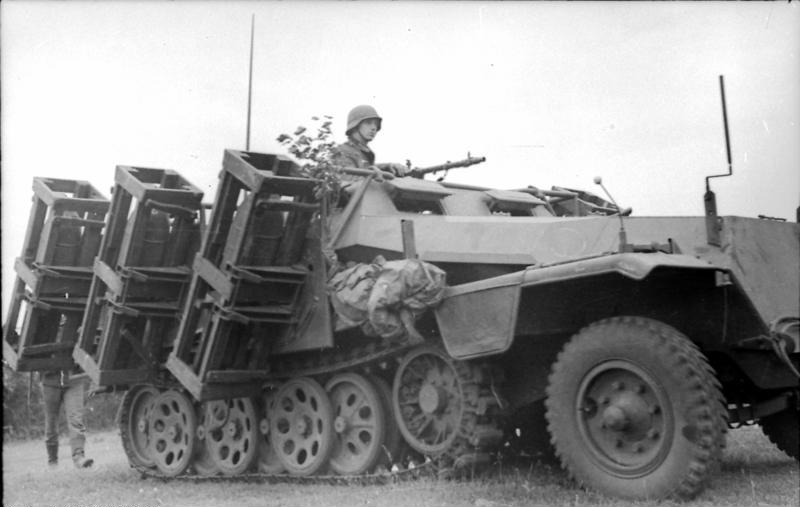
Sd.Kfz. 251 с установкой Wurfrahmen 40

Sd.Kfz. 251/1 — основная серийная модель. Открытый сверху сварной бронекорпус. Вооружение 1 — 2 пулемёта, экипаж 12 (2+10) человек. Часть машин оборудовалась специальными контейнерами для запуска реактивных снарядов — Wurfrahmen 40 — калибра 280 и 320 мм. С каждого борта крепились три контейнера. Боевая масса 9,14 т, экипаж 7 человек. Принят на вооружение в 1940 году — получил прозвище «Пехотной „Штуки“».
Sd.Kfz. 251/2 — mittlerer Schutzenpanzerwagen mit Granatwerfer — самоходный миномёт. Вооружение: 81-мм миномёт sGrWr 34 внутри кузова (боекомплект 66 выстрелов), 1 пулемёт MG34 (боекомплект 2010 патронов). Боевая масса 8,64 т, экипаж 8 человек.
Sd.Kfz. 251/3 — mittlerer Funkpanzerwagen — машина связи. В зависимости от назначения оснащалась радиостанциями FuG 4, FuG 5, FuG 7, FuG 8, FuG 11 и FuG 12 в различных комбинациях. Применялись мачтовые, штыревые и рамочные антенны.
Sd.Kfz. 251/4 — mittlerer Schutzenpanzerwagen fur Munition und Zubehor des lelG 18 — транспортёр боеприпасов и артиллерийский тягач для буксировки 75-мм лёгких пехотных орудий lelG 18, 105-мм лёгких полевых гаубиц leFH 18/1 и противотанковых пушек калибра 37-75 мм. Боевая масса 8,75 т, экипаж 7 человек, вооружение 1 пулемёт MG 34. В укладке — 120 выстрелов к орудию.
Sd.Kfz. 251/5 — mittlerer Schutzenpanzerwagen fur Pionier — машина для перевозки сапёров и сапёрного снаряжения. Боевая масса 8,87 т, экипаж 9 человек, вооружение 1 пулемёт MG 34 (боекомплект 4800 патронов). Часть машин имела радиостанции FuG 8 и FuG 4.
Sd.Kfz. 251/6 — mittlerer Kommandopanzerwagen — передвижной командный пункт для командиров высшего звена (дивизия, корпус, армия). Радиостанции FuG 11 и FuG Tr, позже — FuG 19 и FuG 12.
Sd.Kfz. 251/7 — mittlerer Pionierpanzerwagen — улучшенный Sd. Kfz.251/5. Штурмовые мостики по бокам корпуса. Часть машин имела радиостанции FuG 5.
Sd.Kfz. 251/8 — mittlerer Krankenpanzerwagen — бронированная санитарная машина. Вместимость: два лежачих и четыре сидячих или восемь сидячих раненых.
Sd.Kfz. 251/9 — mittlerer Schützenpanzerwagen 7,5 cm K 37 — самоходная установка с короткоствольной пушкой 7,5 cm K 37 (Sf) (позже 7,5 cm К 51). Углы горизонтального наведения пушки 12°. Телескопический прицел SfIZF 1. Боекомплект 52 выстрела. Боевая масса 8,53 т, экипаж 5 человек, дополнительное вооружение: 1 пулемёт MG 34 или MG 42. Изготовлено 1293 экземпляра (1942—152, 1943—452, 1944—686, 1945 — 3)
Sd.Kfz. 251/10 — mittlerer Schützenpanzerwagen 3,7 cm Pak — машина командиров взводов в мотопехотных частях. Вооружение: 37-мм противотанковая пушка Pak 35/36 (боекомплект 168 выстрелов) за штатным щитом и пулемёт MG 34 (боекомплект 1100 патронов) или противотанковое ружьё PzB 39 калибра 7,9 мм. Боевая масса 8,02 т, экипаж 5 человек. Изготовлено 311 экземпляров (1942 — 80, 1943—231)
Sd.Kfz. 251/11 — mittlerer Fernsprechpanzerwagen — машина для укладки телефонного кабеля. Катушка с кабелем монтировалась на правом крыле бронетранспортёра. Экипаж 5 человек, вооружение 1 пулемёт MG 34.
Sd.Kfz. 251/12 — mittlerer Messtrupp und Geraetpanzerwagen — машина артиллерийской разведки и управления огнём. Радиостанция FuG 8 с рамочной антенной. Экипаж 6 человек.
Sd.Kfz. 251/13 — mittlerer Schallaufnahmepanzerwagen — БТР артиллерийской звуковой разведки.
Sd.Kfz. 251/14 — mittlerer Schallauswertepanzerwagen — развитие предыдущего варианта. Боевая масса 8,5 т, экипаж 8 человек.
Sd.Kfz. 251/15 — mittlerer Lichtauswertepanzerwagen — машина светометрической разведки.
Sd.Kfz. 251/16 — mittlerer Flammpanzerwagen — самоходный огнемёт. Вооружение: два огнемёта калибра 14 мм и два пулемёта MG34. Огнемёты устанавливались по бортам бронетранспортёра, запас огнесмеси 700 л (на 80 двухсекундных выстрелов). Дальность огнеметания до 35 м (в зависимости от направления ветра). Изготовлено 347 единиц (1943—338, 1944 — 9).
Sd.Kfz. 251/17 — mittlerer Schützenpanzerwagen mit 2 cm Flak 38 — самоходная зенитная установка. Автоматическая зенитная пушка Flak 38 калибра 20 мм за штатным щитом в середине кузова с откидными бортами. Боекомплект 600 выстрелов. Боевая масса 8,8 т, экипаж 4 — 6 человек. Изготовлено 215 единиц (1943 — 4, 1944—121, 1945 — 90).
Sd.Kfz. 251/18 — mittlerer Beobachtungspanzerwagen — машина наблюдения и связи. Радиостанция FuG 8. Экипаж 6 человек.
Sd.Kfz. 251/19 — mittlerer Fernsprechbetriebspanzerwagen — передвижная телефонная станция.
Sd.Kfz. 251/20 — mittlerer Schützenpanzerwagen — Infrarotscheinwerfer — самоходный инфракрасный прожектор. С конца 1944 года известен как «Филин» (Uhu). Внутри кузова установлена поворотная установка прожектора — осветителя для ночных прицелов танков «Пантера». Инфракрасные приборы танка «Пантера» действовали на расстоянии до 400 м, а БТР «Филин» мог обнаружить и осветить цели на расстоянии до 1500 м. Командир БТРа с ИК-прожектором направлял действия взвода «Пантер» (5 танков) с помощью радиостанции FuG 5. Экипаж 4 человека. Изготовлено 60 единиц.
Sd.Kfz. 251/21 — mittlerer Schützenpanzerwagen mit Drilling-MG 151/20 — самоходная зенитная установка. Штырьевой лафет Flakdrilling Socklaffete — с тремя авиационными автоматическими пушками MG 151/20 калибра 20 мм или MG 151/15 калибра 15 мм за небольшим П-образным щитом в середине кузова. Боекомплект 3000 выстрелов. Дополнительное вооружение: пулемёт MG 42. Экипаж 6 человек. Изготовлено 387 единиц (1944—311, 1945 — 76).
Sd.Kfz. 251/22 — mittlerer Schützenpanzerwagen mit 7,5 cm Pak 40 — самоходная артиллерийская установка, 75-мм противотанковая пушка Pak 40/1 за штатным щитом в передней части кузова. Углы горизонтального наведения — 20° влево и 18° вправо. Боекомплект 22 выстрела. Экипаж 4 человека. Изготовлено 268 единиц (1944 — 40, 1945—228).
Sd.Kfz. 251/23 — mittlerer Schützenpanzerwagen mit 2 cm KwK — разведывательный бронетранспортёр с 20-мм танковой пушкой и пулемётом MG 42 в башне типа Hangelaffete 38, такой же, как у бронеавтомобилей Sd.Kfz. 234/1. Боекомплект 100 выстрелов и 2010 патронов. Экипаж 4 человека. Эта модификация явилась последней в линейке. В конце 1944 года были изготовлены несколько прототипов. Данные о серийном производстве отсутствуют.

## Серийное производство[2]

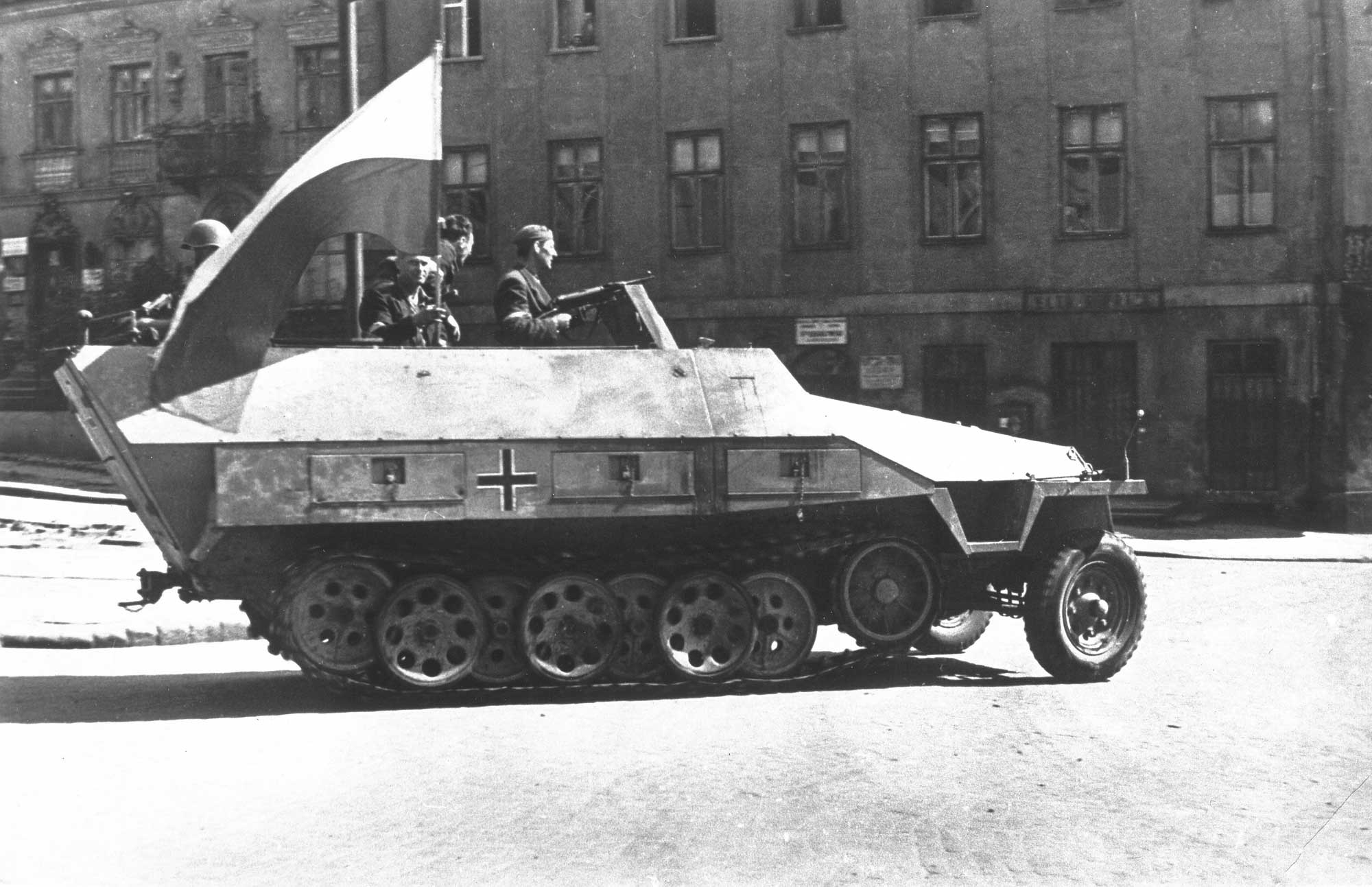
Sd.Kfz. 251, захваченный польскими войсками во время Варшавского восстания в 1944 году

В начале 1939 года перед промышленностью была поставлена задача в максимально короткий срок поставить в армию 1000 Sd.Kfz. 251. Однако возникли серьёзные проблемы с бронелистами. Поэтому было решено параллельно выпускать машины и с кузовом из обычной стали. Их именовали Ungepanzerter. Первые 305 машин были построены Borgward в 1939 году (№№ шасси в диапазоне 320196 — 320285 и 320448 — 320716). Следующий заказ на 295 штук был отменен в конце 1939 года. 20 декабря было принято решение, что из 305 построенных машин максимум половина будет использована в исходном виде в роли Sonderausführung (Sd.Kfz. 251 und Nebel-Zgkw.), а остальные требовалось переоборудовать в стандартные бронетранспортёры.
| Ausf.         |       | 1     | 2     | 3     | 4     | 5     | 6     | 7     | 8     | 9     | 10    | 11    | 12    | Всего |
| ------------- | ----- | ----- | ----- | ----- | ----- | ----- | ----- | ----- | ----- | ----- | ----- | ----- | ----- | ----- |
| Ungepanzerter | 1939  |       |       |       |       |       | 4     | 64    | 26    | 55    | 70    | 45    | 41    | 305   |
| Gepanzerter   | 1939  |       |       |       |       |       | 11    | 32    | 25    | 42    | 35    | 44    | 43    | 232   |
| Gepanzerter   | 1940  | 45    | 13    | 39    | 19    | 26    | 34    | 25    | 55    | 20    | 27    | 14    | 30    | 347   |
| Gepanzerter   | 1941  | 13    | 8     | 13    | 12    | 20    | 5     | 35    | 55    | 70    | 75    | 48    | 70    | 424   |
| Gepanzerter   | 1942  | 55    | 86    | 95    | 82    | 82    | 95    | 105   | 132   | 120   | 94    | 125   | 129   | 1200  |
| Gepanzerter   | 1943  | 126   | 125   | 150   | 230   | 251   | 259   | 303   | 432   | 627   | 526   | 657   | 572   | 4258  |
| Gepanzerter   | 1944  | 554   | 723   | 848   | 645   | 669   | 600   | 568   | 837   | 754   | 600   | 521   | 466   | 7785  |
| Gepanzerter   | 1945  | 483   | 360   | 173   | ?     |       |       |       |       |       |       |       |       | 1016  |
| Всего         | Всего | Всего | Всего | Всего | Всего | Всего | Всего | Всего | Всего | Всего | Всего | Всего | Всего | 15567 |

До апреля 1943 года в отчётности разделения на модификации не велось. Так же это отсутствует в марте 1945 года. Апрель не известен полностью.
|       | 1     | 2     | 3     | 4     | 5     | 6     | 7     | 8     | 9     | 10    | 11    | 12    | Всего |
| ----- | ----- | ----- | ----- | ----- | ----- | ----- | ----- | ----- | ----- | ----- | ----- | ----- | ----- |
| 1942  |       |       |       |       | 2     | 93    | 93    | 93    | 93    | 93    | 25    | 10    | 581   |
| 1943  |       | 25    | 70    | 30    | 31    |       | 24*   | 6     | 65    | 59    | 76    | 65    | 581   |
| 1944  | 21    | 120   | 45    | 22    | 5     | 60    | 73    | 115   | 86    | 96    | 27    | 26    | 696   |
| 1945  |       | 3     |       |       |       |       |       |       |       |       |       |       | 3     |
| Всего | Всего | Всего | Всего | Всего | Всего | Всего | Всего | Всего | Всего | Всего | Всего | Всего | 1280  |

*шасси Ausf. D
Предполагалось, начиная с 15 июня 1942 года, выпустить 150 машин по 20 в месяц. К ноябрю 1942 года собрали 95 таких машин. К апрелю 1943 года их числилось уже 220. Машин модификации Sd.Kfz. 251/9 изготовили не менее 1280 штук.
|      | 1  | 2  | 3  | 4 | 5  | 6  | 7  | 8  | 9 | 10 | 11 | 12 | Всего |
| ---- | -- | -- | -- | - | -- | -- | -- | -- | - | -- | -- | -- | ----- |
| 1943 | 16 | 16 | 16 | 6 | 28 | 36 | 11 | 24 | 2 | 12 |    |    | 135   |

Первые 80 Sd.Kfz. 251/10 были сделаны в июле — августе 1941 года. Производство было продолжено в 1943 году. К апрелю 1943 года всего изготовили 96 Sd.Kfz. 251/10. Общее количество выпущенных установок составило 215 штук.
Первые 96 Sd.Kfz. 251/16 были выпущены в январе — июле 1943 года. К 1 сентября 1944 года изготовили ещё 200 машин и ещё 64 по февраль 1945 года. Суммарный выпуск составил 360 штук.
Дата начала производства Sd.Kfz. 251/17 не известна. К сентябрю 1944 года было выпущено 54 установки. Ни в сентябре, ни в октябре они не выпускались. В ноябре 1944 года сдали 50, 17 в декабре, 53 в январе и 37 в феврале 1945 года. Дальнейшая статистика отсутствует. Всего выпустили не менее 211 штук.
|       | 1     | 2     | 3     | 4     | 5     | 6     | 7     | 8     | 9     | 10    | 11    | 12    | Всего |
| ----- | ----- | ----- | ----- | ----- | ----- | ----- | ----- | ----- | ----- | ----- | ----- | ----- | ----- |
| 1944  |       |       |       |       |       |       |       | 4     | 78    | 54    | 55    | 120   | 311   |
| 1945  | 38    | 38    |       |       |       |       |       |       |       |       |       |       | 76    |
| Всего | Всего | Всего | Всего | Всего | Всего | Всего | Всего | Всего | Всего | Всего | Всего | Всего | 387   |

Первые 40 Sd.Kfz. 251/22 сдали в декабре 1944 года. В январе 1945 года заводы выпустили 41 машину, военные приняли только 2. В феврале, соответственно — 55 и 53. Кроме того, велась переделка ранее выпущенных машин. Сколько всего было изготовлено установок, точно не известно. Встречаются данные о 268 экземплярах. Если учесть, что за декабрь 1944 — февраль 1945 года было выпущено 344 пушки 7,5 cm Pak 40 в варианте Sfl и производство продолжалось, то за вычетом 89 пушек, установленных на SdKfz 234/4, это вполне может быть.
Машина нашла широкое применение в самых разных частях вермахта. Её значимость в ходе Второй мировой войны трудно переоценить. Прежде всего она использовалась как бронетранспортёр для быстрого перемещения мотопехоты (танкогренадеров) и в этом качестве особенно хорошо себя показала на пересечённой местности Северной Африки и Восточного фронта благодаря высокой проходимости полугусеничного движителя. Также Sd.Kfz. 251 активно использовался для буксировки орудий (в том числе и тяжёлых), для подвоза боеприпасов. На большинство машин устанавливались пулемёты MG34 или MG42, что позволяло эффективно использовать их в качестве подвижных огневых точек против живой силы противника и небронированных целей, а модификации с зенитными и полевыми орудиями использовались для уничтожения низколетящих самолётов и танков противника.

### Стендовый моделизм
Бронеавтомобиль «Ханомаг» широко представлен в стендовом моделизме. Сборные пластиковые модели-копии в масштабе 1:35 выпускаются фирмами «Звезда» (Россия), «Тамия» (Япония), «Драгон» (Китай), «Трумпетер» (Китай).